# Przebieczany
Przebieczany – wieś w Polsce położona w województwie małopolskim, w powiecie wielickim, w gminie Biskupice.
Przez wieś przebiega DK94 oraz przepływa potok Bogusława, który wpada do Wisły w Niepołomicach (Podgrabie).
| SIMC    | Nazwa      | Rodzaj    |
| ------- | ---------- | --------- |
| 0315198 | Wielopole  | część wsi |
| 0315206 | Zabiele    | część wsi |
| 0315212 | Zagajszcze | część wsi |
| 0315229 | Zapanki    | część wsi |

## Historia
Wieś powstała przed rokiem 1198, gdy jest wymieniana w dokumentach zakonu miechowitów, którzy posiadali we wsi szyb solny. Później zmieniała właścicieli będąc własnością biskupów krakowskich bądź też rycerstwa. W 1595 roku wieś Przewierczany położona w powiecie szczyrzyckim województwa krakowskiego była własnością wojewody kijowskiego Konstantego Wasyla Ostrogskiego.
W połowie XIX w. wieś była własnością Adama Wiśniewskiego herbu Prus. Wiśniewscy pozostawili po sobie dwór (pochodzący z 1667) i park dworski, obecnie pozostający w złym stanie. W latach 1945–1995 do Przebieczan należała wieś Tomaszkowice.
W latach 1954-19 wieś była siedzibą gromady Przebieczany, po jej zniesieniu w gromadzie Biskupice. W latach 1975–1998 miejscowość administracyjnie należała do województwa krakowskiego.

## Zabytki
Obiekt wpisany do rejestru zabytków nieruchomych województwa małopolskiego.
- Zespół dworski: dwór, budynek folwarczny, park.

## Oświata
- Szkoła podstawowa im. Tadeusza Kościuszki.

## Religia
Wierni kościoła rzymskokatolickiego należą do parafii św. Marcina w Biskupicach i posiadają swój kościół filialny pw. Miłosierdzia Bożego. Przed kościołem stoi obelisk ku czci Jana Pawła II.